# Drietand (vlinder)
De drietand (Acronicta tridens) is een nachtvlinder uit de familie Noctuidae, de uilen. De voorvleugellengte bedraagt tussen de 17 en 20 millimeter. De imago is moeilijk van de psi-uil te onderscheiden, voor een zekere determinatie is veelal microscopisch onderzoek van de genitaliën nodig. De rupsen zijn echter wel goed van elkaar te onderscheiden. De soort komt voor in heel Europa. De soort overwintert als pop, blijft soms meerdere jaren “overliggen”.

## Waardplanten
De drietand heeft als waardplanten allerlei loofbomen en struiken, zoals sleedoorn, meidoorn, roos, dwergmispel, wilg en eik.

## Voorkomen in Nederland en België
De drietand is in Nederland een algemene vlinder en in België een niet zo algemene soort, die verspreid over het hele gebied kan worden gezien. De vlinder kent één generatie die vliegt van halverwege mei tot en met september.